# Толстыки
Толстыки (бел. Таўстыкі) — деревня в Новомарковичском сельсовете Жлобинского района Гомельской области Белоруссии.

## География

### Расположение
В 42 км на юг от Жлобина, 18 км от железнодорожной станции Ящицы (на линии Жлобин — Калинковичи), в 82 км от Гомеля.

## Транспортная сеть
Транспортные связи по просёлочной, а затем автомобильной дороге Бобруйск — Гомель. Планировка состоит из короткой широтной улицы, застроенной деревянными усадьбами.

## История
Обнаруженный археологами курганный могильник (12 насыпей в 0,1 км на север от деревни) свидетельствует о заселении этих мест с давних времён. По письменным источникам известна с XVI века как селение Толстыковичи (3 службы) в Горвальской волости Речицкого повета Минского воеводства Великого княжества Литовского. В 1510 году король Сигизмунд I подарил его наместнику Горвальскому, дворянину Б. Григоревичу.
После 2-го раздела Речи Посполитой (1793 год) в составе Российской империи. В 1879 году упомянута в числе населенных пунктов Горвальского церковного прихода. Согласно переписи 1897 года в Якимово-Слободской волости. Речицкого уезда Минской губернии. Рядом находился посёлок Толстыковская Рудня. В 1909 году в наёмном доме открыта школа, а в начале 1920-х годов школа переведена в национализированное здание.
В 1933 году организован колхоз «Прогресс». Во время Великой Отечественной войны оккупанты создали в деревне опорный пункт, разгромленный партизанами в феврале 1943 года. Каратели сожгли 86 дворов и убили 15 жителей. В боях около деревни погибли 27 советских солдат (похоронены на деревенском кладбище, братская могила № 2174). 82 жителя погибли на фронте. В деревне размещались :
- с 07.03.1944 по 17.03.1944 года инфекционный госпиталь № 4237;
- с 08.03.1944 по 05.07.1944 года терапевтический полевой подвижной госпиталь № 2691;
- с 15.03.1944 года инфекционный госпиталь № 5501.
В 1971 году в деревню переселилась часть жителей соседней деревни Белая Ветка (в настоящее время не существует). В составе колхоза «Звезда» (центр — деревня Прибудок).

## Население

### Численность
- 2004 год — 17 хозяйств, 23 жителя.

### Динамика
- 1795 год — 5 дворов.
- 1850 год — 39 дворов, 158 жителей.
- 1897 год — 41 двор, 297 жителей; посёлок Толстыковская Рудня — 4 двора, 58 жителей. (согласно переписи).
- 1940 год — 126 дворов, 554 жителя.
- 1959 год — 314 жителей (согласно переписи).
- 2004 год — 17 хозяйств, 23 жителя.